# Dante Bernabei
Dante Bernabei (Esch-sur-Alzette, 31 de juliol de 1936) és un filòleg i químic luxemburguès, compromès de manera sociopolítica en la comunitat i la comprensió de la Unió Europea.

## Química
Després d'assistir a l'École Primaire (Escola primària) i al Liceu de nois (estudis secundaris obligatoris) d'Esch-sur-Alzette i la finalització de l'Examen de fin d'études secondaires (proves finals), l'any 1957 es va posar a estudiar química a la Technische Hochschule Aachen (RWTH) a Rin del Nord-Westfàlia. Allí va adquirir el graduat de química amb el títol de Dr.rer.nat amb una tesi sobre el tema "La síntesi de piridina-tetrahidroisoquinolina per reacció de Vilsmeier intramolecular" a l'Institut de Química Orgànica Doz. Dr. Franz Dallacker (1967).
En l'època 1967–1994 va estar treballant per Merck a Darmstadt en la comercialització científica, entre altres coses, en control de qualitat. En aquest context, va escriure el manual de Merck "Sicherheit - Handbuch für das Labor" (Manual de Seguretat en el Treball) i ha treballat en diversos projectes de mesures de seguretat per al maneig de productes químics.

## Lingüística
En 1995 va començar la carrera de Germanística a l'Institut für Sprach- und Literaturwissenschaft de la Technische Universität Darmstadt (TUD). Va ser seguit per la preparació d'una tesi de mestratge sobre el tema "Sistematització de l'[Escriptura en guió] - El guió com un concepte visual per millorar la comunicació" pel Professor Dr. Rudolf Hoberg, va completar amb l'adquisició de Magisteri de Gau (Magister-Grades, M.A.) en els subjecte de Germanística. Després va treballar en el mateix Institut per la Professora Britta Hufeisen, especialitat en recerca de multilingüisme, sobre una dissertació sobre el tema: "Gargantua per François Rabelais - Autèntica transmissió de dues etapes dels textos de nivells de llenguatge històrics" i es va convertir així en 2012 el grau Dr. phil. de la Technische Universität Darmstadt.
Amb el seu treball lingüístic Dante Bernabei va arribar a l'estatus de poliglota pel benefici del seu origen germano-francòfon. Aquests es complementen amb el compromís del seu origen a Luxemburg i especialment el seu idioma, el luxemburguès.

## Cercle Luxemburguès
Bernabei és president d'honor del Cercle Luxemburguès (Luxemburger Freundeskreis) de Rhein-Main i va ser entre 1979-1997 el seu president. Durant aquest temps ha treballat extensament amb l'intercanvi cultural entre Luxemburg i la Regió Rin-Main, així com l'organització de concerts i altres esdeveniments culturals. En la cura dels monuments que va deixar els monuments del duc Adolf de Nassau a Wiesbaden i Königstein i del Gran Duc de Luxemburg, o el "Luxemburger Linde" a Weilburg. La seva especial preocupació és mantenir viva els molts vincles històrics entre els dos països, el coneixement de la història com un requisit previ per a la comprensió mútua.

## Premis
- 1989 ― Creu d'Oficial de l'Orde del Mèrit del Gran Ducat de Luxemburg
- 1996 ― Creu d'Oficial al Gran Ducal de l'Orde de la Corona de Roure
- 1998 ― Creu del Mèrit de la Condecoració de la República Federal Alemanya